# ブルーシティ号
ブルーシティ号（ブルーシティごう）は宮城県仙台市と青森県青森市を結ぶ昼行高速バスである。
全ての座席が指定のため、乗車には事前の予約が必要。

## 運行会社
- 弘南バス（青森営業所／青森ナンバー）
- 十和田観光電鉄（青森総合営業所／青森ナンバー）
- 宮城交通（仙台北営業所／仙台ナンバー）

### 過去の運行会社

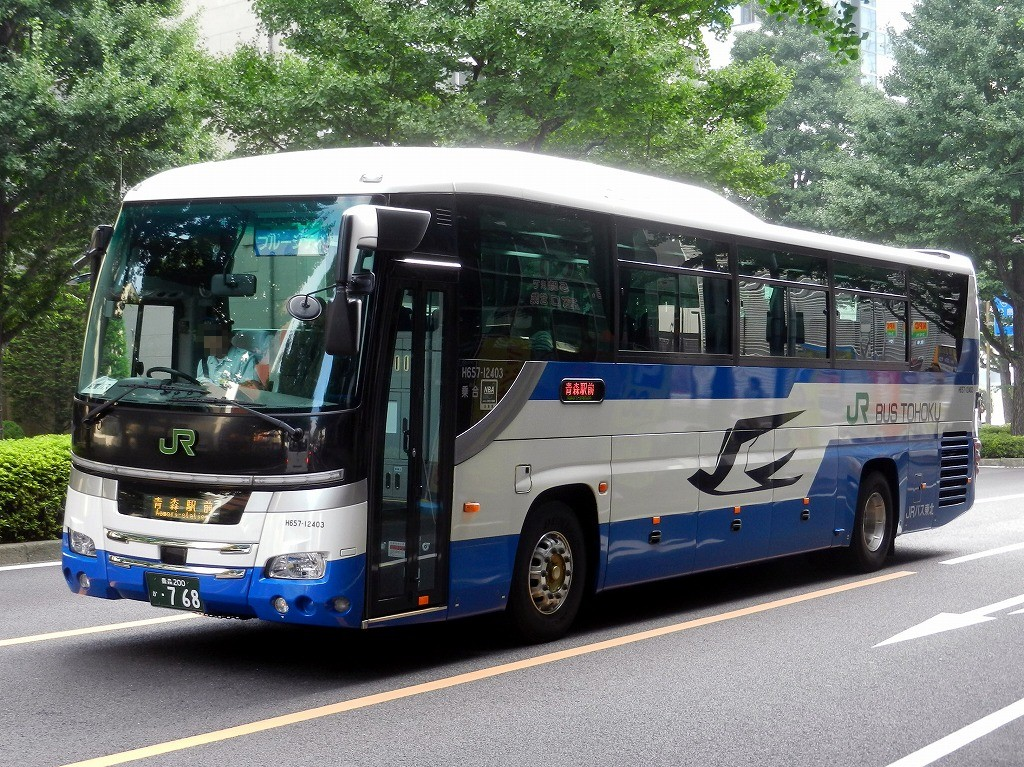
JRバス東北運行当時の「ブルーシティ号」

- ジェイアールバス東北（青森支店／青森ナンバー）
  - JRバス東北は行路を仙台支店から青森支店へ移管したため、撤退まで午後に青森を出て仙台滞泊→翌朝に仙台を出発し青森へ戻る行路となっていた。JRバス東北の乗務員運用の変遷は以下のとおりであった。なお、角田営業所が担当していた時期は、ブルーシティ号の前後に一般路線バス（仙台南線、磐城角田 - 仙台）を運行していた（一時期を除き、ブルーシティ号の車両をそのまま運用した）。
    - 1989年10月2日 - 19xx年xx月xx日：角田営業所（2人乗務、車両は角田営業所所属）
    - 19xx年xx月xx日 - 1999年3月31日：仙台 - 花輪間角田営業所、花輪 - 青森間十和田南営業所（ワンマン乗務、車両は角田営業所所属）
    - 1999年4月1日 - 2003年3月31日：仙台 - 花輪間仙台支店、花輪 - 青森間十和田南営業所（ワンマン乗務、車両は仙台支店所属）
    - 2003年4月1日 - 2018年3月31日：青森支店（ワンマン乗務・仙台滞泊、車両は青森支店所属）

## 運行経路
仙台駅前（宮交仙台高速バスセンター） - （仙台西道路） - （仙台宮城IC） - （東北自動車道） - 牡丹平（高速黒石） - 羽黒平（高速浪岡） - （青森自動車道） - （青森中央IC） - （青森中央大橋） - 青森駅前（8番のりば）
※途中、前沢SA、花輪SAで休憩する。
※牡丹平 ⇔ 青森駅前間のみの乗車は不可。

## 運行回数
- 1日3往復（各社1往復）。
  - 運行担当便は、1年おきにローテーションされる。

### 各社の運用
運行開始当初は、午前に自社車庫を出て午後に戻るという行路のみであったが、2001年8月1日に2往復増便されたことにより、増便分（日中出発の2往復）を仙台方2社と青森方2社で1日交代で運行するようになった。上下とも出発時刻の遅い便を出発地側の会社が担当し、各社が1日おきに仙台か青森へ滞泊運用をしていた（減便前日の2010年10月31日まで）。2018年4月現在では、十和田観光電鉄運行便が日帰りツーマン行路、宮城交通が青森滞泊、弘南バスが仙台に滞泊するワンマン行路である（冬期間は高速道路通行止め時の迂回運行を容易に行うため滞泊運用も2人乗務になることがある）。
弘南バス・十和田観光電鉄担当便は仙台到着後、宮城交通仙台北営業所に入庫・休憩となる。また宮城交通担当便は青森到着後、弘南バス青森営業所に入庫・休憩となる。

## 運賃
※2019年6月21日現在
- 仙台 - 青森・ 羽黒平（浪岡）・牡丹平（黒石）間：大人片道6,200円（A設定日）、5,800円（B設定日）、5,100円（C設定日）、4,100円（D設定日）

## 歴史
- 1989年（平成元年）10月2日 - 運行開始（1日4往復）。
- 1993年（平成5年）5月10日 - トイレ付き車両の運行を開始。
- 1995年（平成7年）7月1日 - 羽黒平・牡丹平での客扱い開始。
- 2000年頃 - 往復割引乗車券（9,000円）発売開始。この頃より予約定員制（自由席）から予約指定制（指定席）へ変更。
- 2001年（平成13年）8月1日  - 1日6往復に増便。
- 2002年（平成14年）12月1日 - 往復割引乗車券を8,000円に値下げ。
- 2003年（平成15年）4月1日 - JRみどりの窓口での乗車券発売廃止。
- 2010年（平成22年）11月1日  - 1日4往復に減便。2011年（平成23年）3月17日までの間、東北新幹線の全線開業を踏まえて高速バスの割安感を知ってもらうために、期間限定で運賃を値下げする「サンキューキャンペーン」を実施[1]。この期間の運賃は以下のとおり（青森・羽黒平（浪岡）・牡丹平（黒石）ともに同額）。
  - 2010年11月1日 - 11月30日、同年12月11日 - 12月16日、2011年1月11日 - 3月17日の間：大人片道3,900円
  - 2010年12月1日 - 12月10日の間：大人片道3,000円
- 2011年（平成23年）
  - 3月22日 - 同年3月11日に発生した東北地方太平洋沖地震の影響により一部便で運休していたが、同日より弘南バスを除く共同運行3社が各社1往復ずつの計3往復（うち、仙台発10:00の便は翌3月23日運行開始）にて運行再開（往復割引運賃設定なし、途中停留所は無停車）[2][3][4]。
  - 4月1日 - 通常運行に戻る。途中停留所での客扱いも再開。
- 2014年（平成26年）
  - 4月1日 - 運賃改定[5]
  - 7月1日 - 運賃改定[6]。
    - 仙台 - 青森間：大人片道6,000円、往復（10日間有効。以下同じ）9,800円
    - 仙台 - 羽黒平（浪岡）間：大人片道5,600円、往復9,400円
    - 仙台 - 牡丹平（黒石）間[7]：大人片道5,400円、往復8,800円
- 2016年（平成28年）11月1日 - この日乗車分から『カレンダー運賃』適用。これにより、平日通常期の片道運賃が値下げされる一方、平日通常期の「仙台 - 青森」間の実質の往復運賃と同区間の繁忙期の片道運賃を除く運賃が値上げとなる。同時に往復割引運賃も廃止[8]。
- 2017年（平成29年）11月1日 - 運賃改定。カレンダー運賃を細分化[9]。
- 2018年（平成30年）4月1日 - JRバス東北が撤退[10] し、利用状況を踏まえ1日3往復に減便[11]。
- 2019年（令和元年）6月21日 - 運賃改定[12]。
- 2020年（令和2年）
  - 4月17日 - 新型コロナウイルス感染拡大の影響により、この日の出発便より同年6月30日出発便まで運休[13][14][15]。
  - 7月1日 - 一部便（2往復、弘南バス・十和田観光電鉄運行便）の運行を再開[16][17]。
- 2024年（令和6年）4月1日 - ダイヤ改正を実施し宮城交通担当便の運行時間を変更し、運休する便(宮城交通)の時間を変更する[18]。

## 使用車両
原則としてトイレ付き4列シート車で運行される（増発便などトイレのない車両で運行される場合もある）。
過去の車両

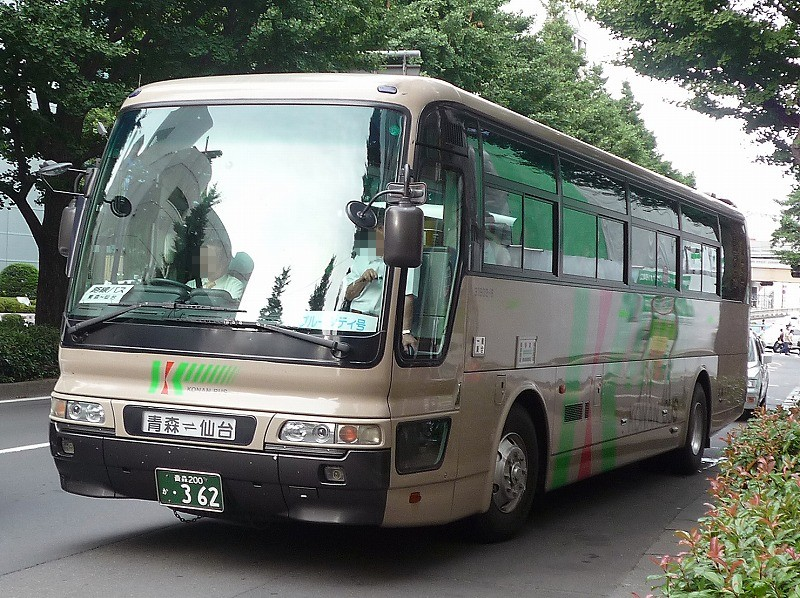
弘南バス 三菱ふそう・エアロバス
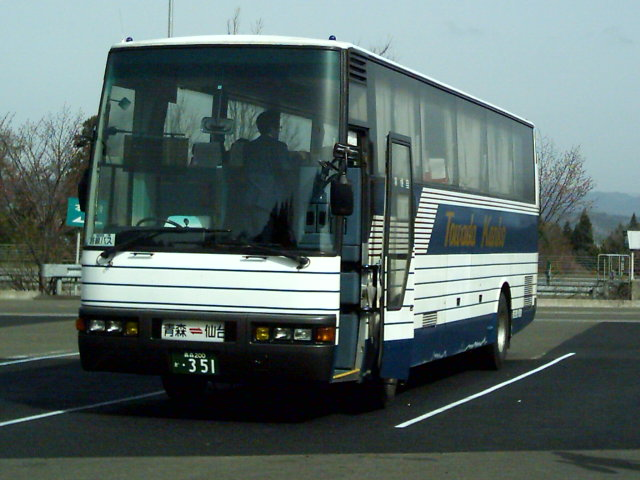
十和田観光電鉄 いすゞ・スーパークルーザー
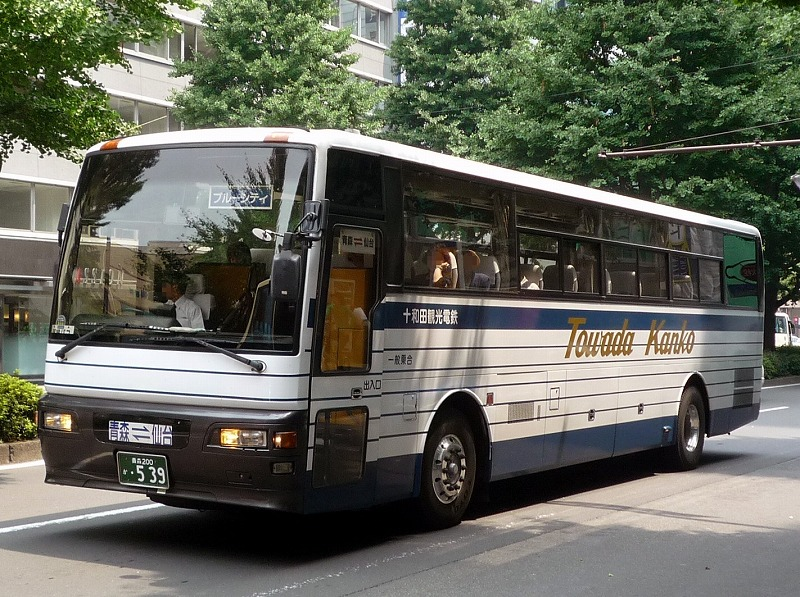
十和田観光電鉄 いすゞ・スーパークルーザー
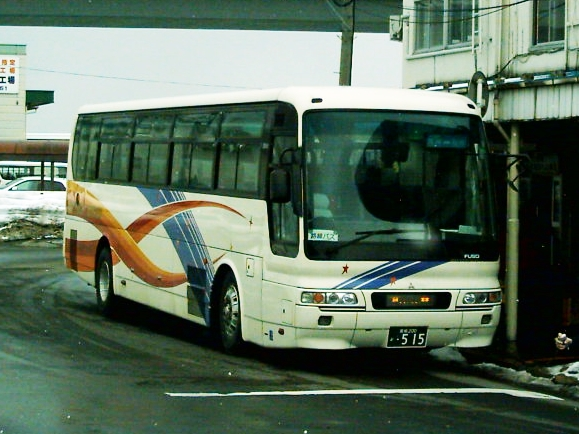
宮城交通 三菱ふそう・エアロバス
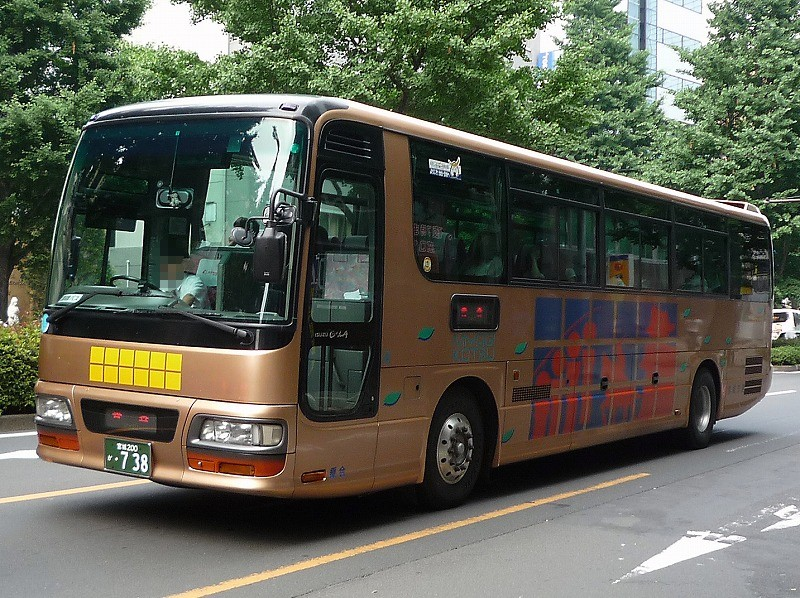
宮城交通 いすゞ・ガーラ
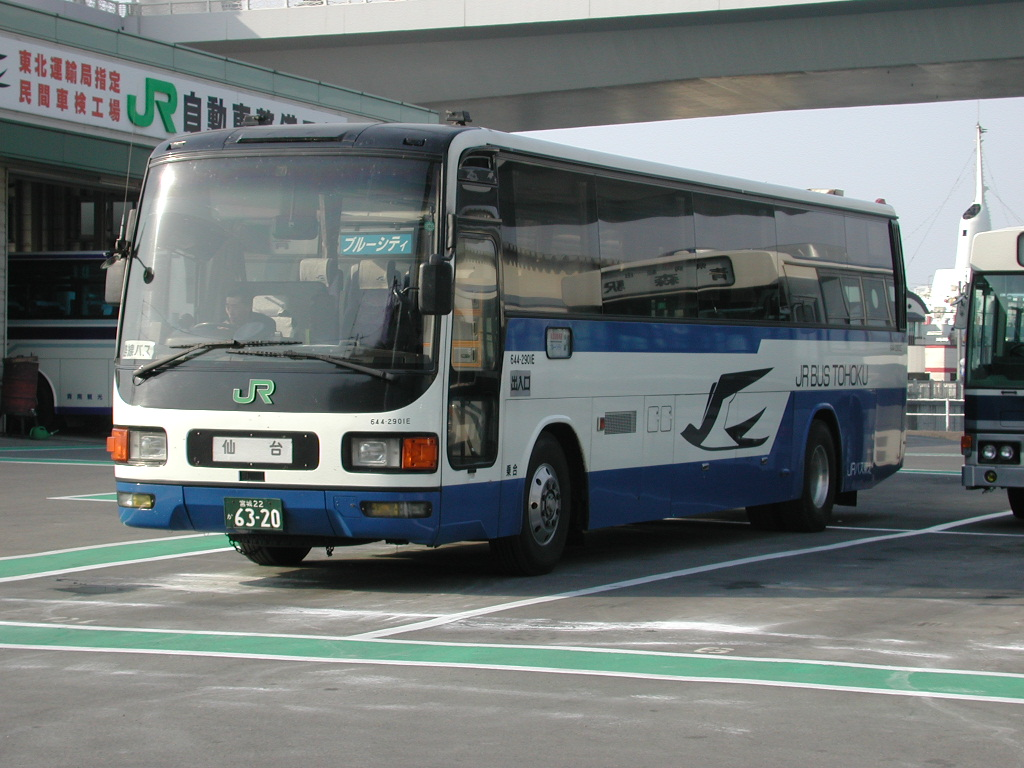
JRバス東北 三菱ふそう・エアロバス（クィーンバージョン）
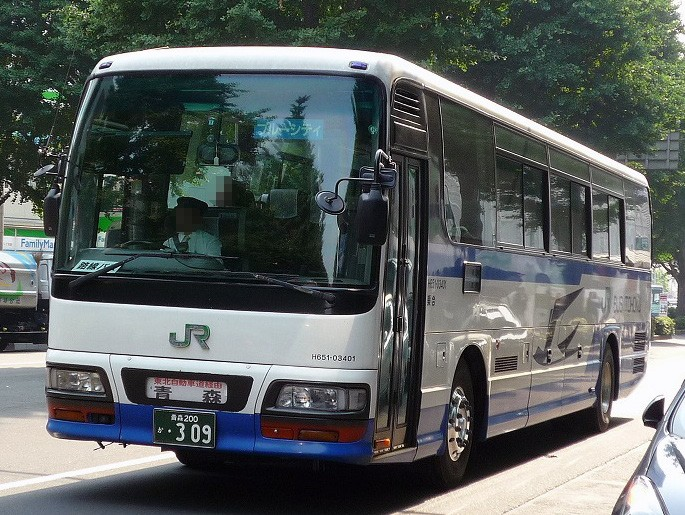
JRバス東北 いすゞ・ガーラ

## 利用状況
| 年度               | 運行日数 | 運行便数 | 年間輸送人員 | 1日平均人員 | 1便平均人員 |
| 2002（平成14）年度 | 365      | 4,404    | 74,628       | 204.5       | 16.9        |
| 2003（平成15）年度 | 366      | 4,457    | 70,989       | 194.0       | 15.9        |
| 2004（平成16）年度 | 365      | 4,514    | 70,301       | 192.6       | 15.6        |
| 2005（平成17）年度 | 365      | 4,567    | 70,630       | 193.5       | 15.5        |
| 2006（平成18）年度 | 365      | 4,526    | 69,850       | 191.4       | 15.4        |
| 2007（平成19）年度 | 366      | 4,533    | 69,504       | 189.9       | 15.3        |